# محافظه العارضه
محافظه العارضه (به عربی: محافظة العارضة) یک منطقهٔ مسکونی در عربستان سعودی است که در استان جازان واقع شده‌است.